# Leptotarsus (Longurio) fulvus
Leptotarsus (Longurio) fulvus is een tweevleugelige uit de familie langpootmuggen (Tipulidae). De soort komt voor in het Palearctisch en Oriëntaals gebied.